# Narancsszegélyű kígyógomba
A narancsszegélyű kígyógomba (Mycena aurantiomarginata) a kígyógombafélék családjába tartozó, Eurázsiában, Észak-Afrikában és Észak-Amerikában honos, fenyvesekben élő, nem ehető gombafaj.

## Megjelenése
A narancsszegélyű kígyógomba kalapja 0,5-2 cm széles, alakja kezdetben kúpos vagy harangszerű, idősebben domborúan, széles-domborúan kiterül. Széle hosszan bordázott, felszíne sima vagy sugarasan, benőtten szálas. Színe szürkés- vagy világosbarna olív árnyalattal; a széle felé világosabb barnássárga vagy okkeres sáv látható.
Húsa vékony, törékeny, színe fehéres vagy barnás. Íze és szaga nem jellegzetes. 
Közepesen sűrű lemezei felkanyarodók. Színük szürke, idősebben okkerbarnás, élük sárga vagy narancsszínű.
Tönkje 3-6 cm magas és 0,1-0,2 cm vastag. Alakja karcsú, hengeres, néha elgörbül. Színe sárgás, alján idővel sötétebb, töve sárgásan vagy narancsszínűen pelyhes. 
Spórapora fehér. Spórája elliptikus, sima, mérete 7-9 x 3,5-5 µm. 

### Hasonló fajok
A sárgástönkű kígyógombával lehet összetéveszteni. 

## Elterjedése és termőhelye
Eurázsiában, Észak-Afrikában és Észak-Amerikában honos. Magyarországon ritka.
Hegyvidéki fenyvesekben fordul elő, a lehullott tűleveleket bontja. Szeptember-októberben terem. 

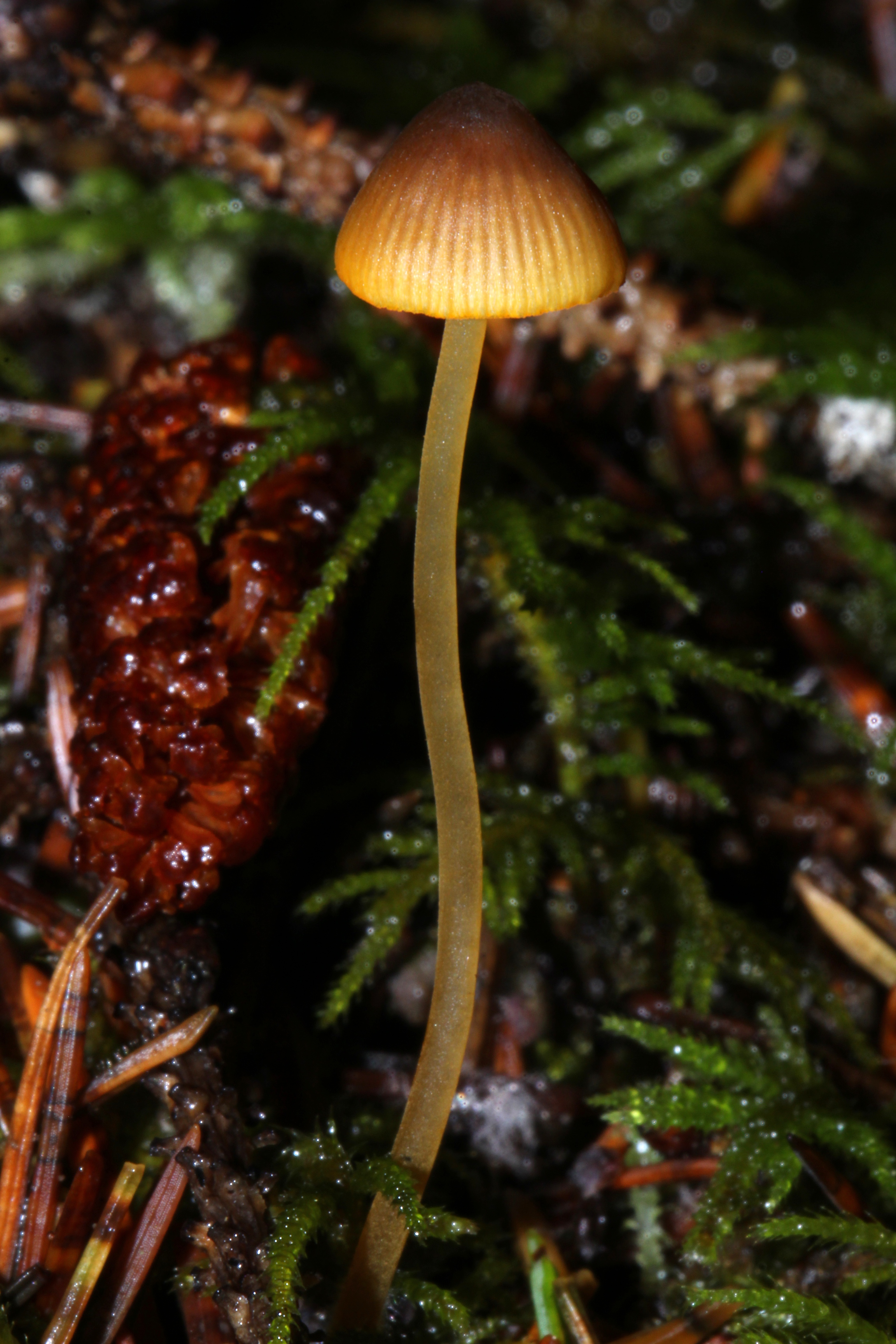
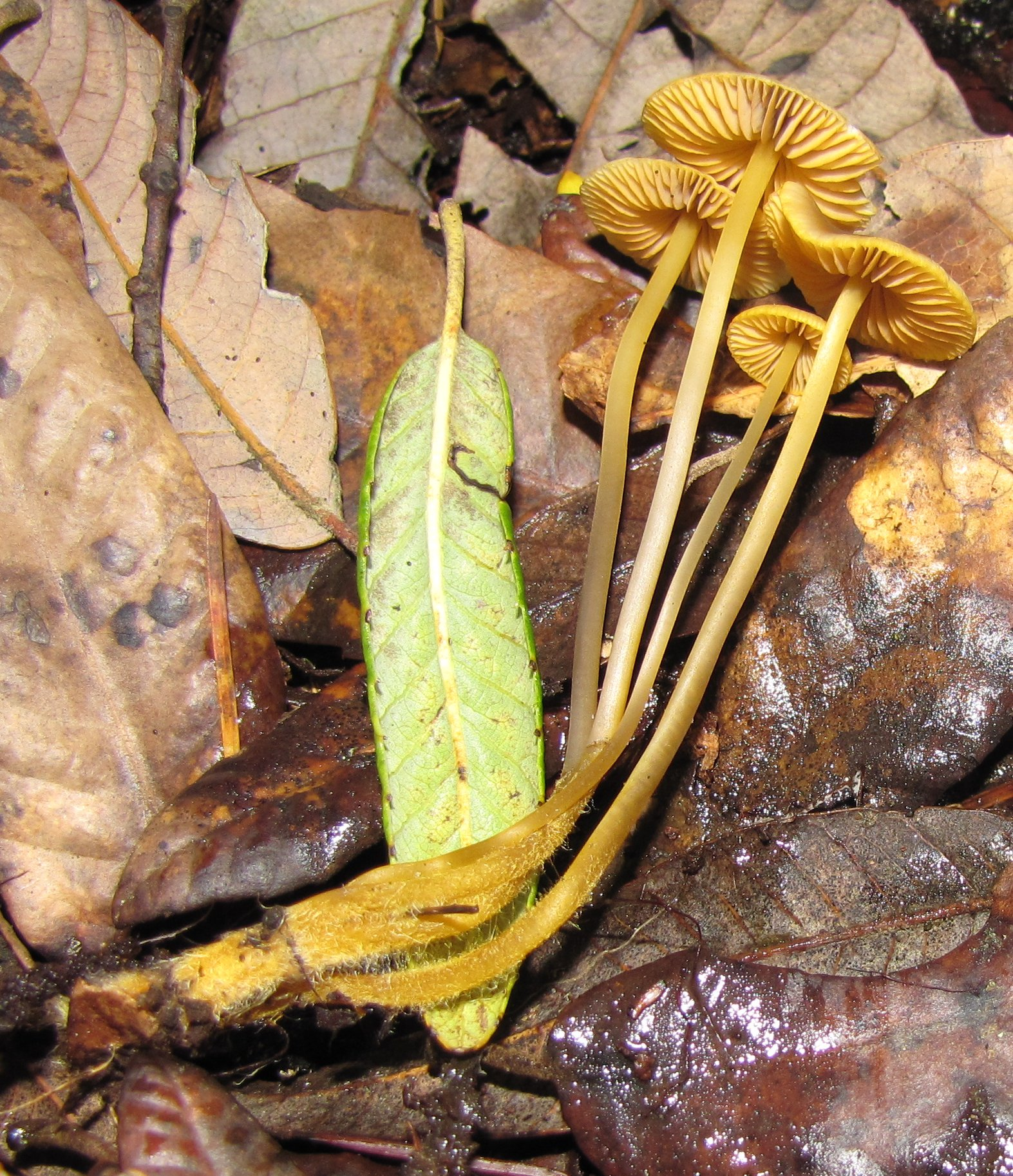
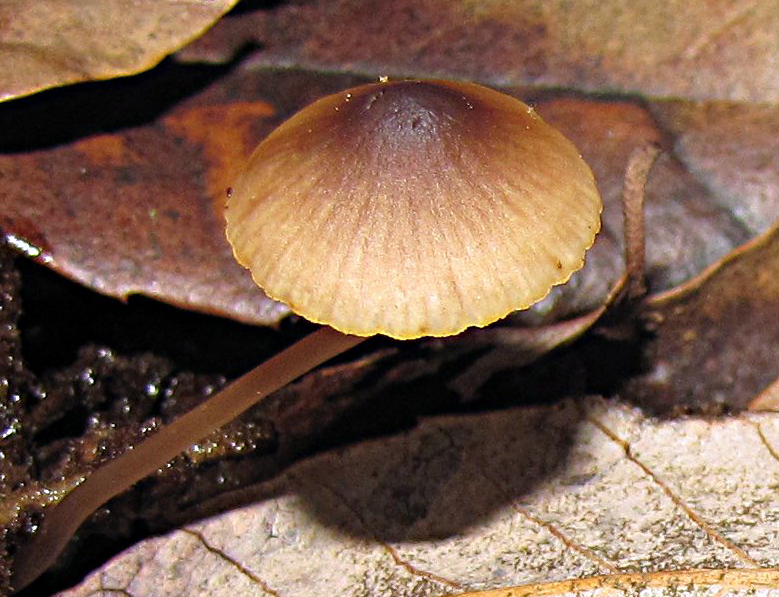
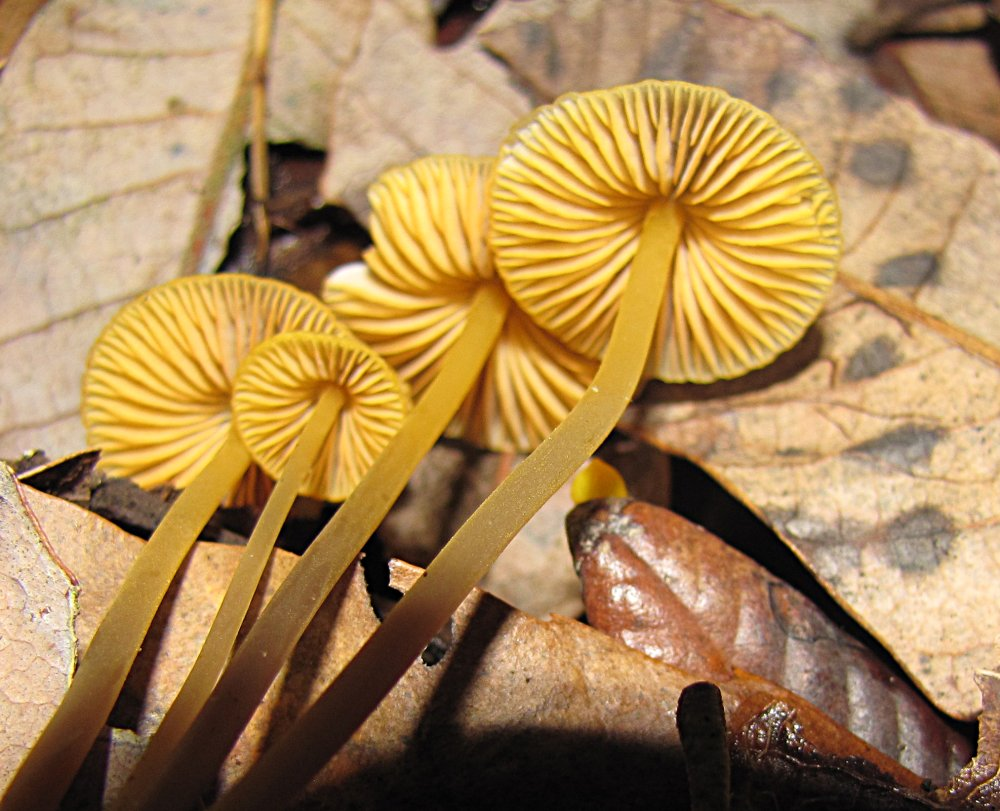
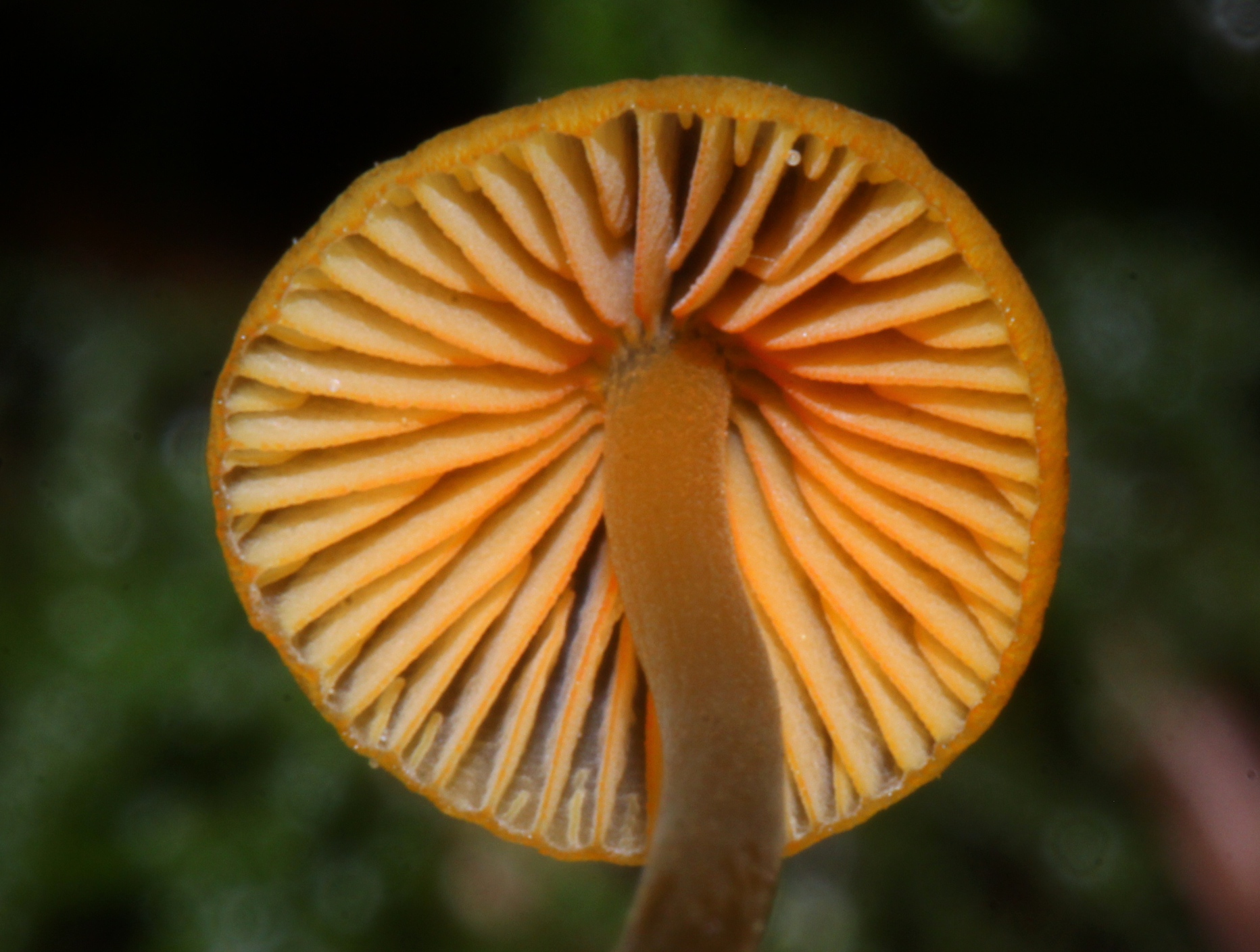

Nem ehető. 